# АКШ на работающем сердце

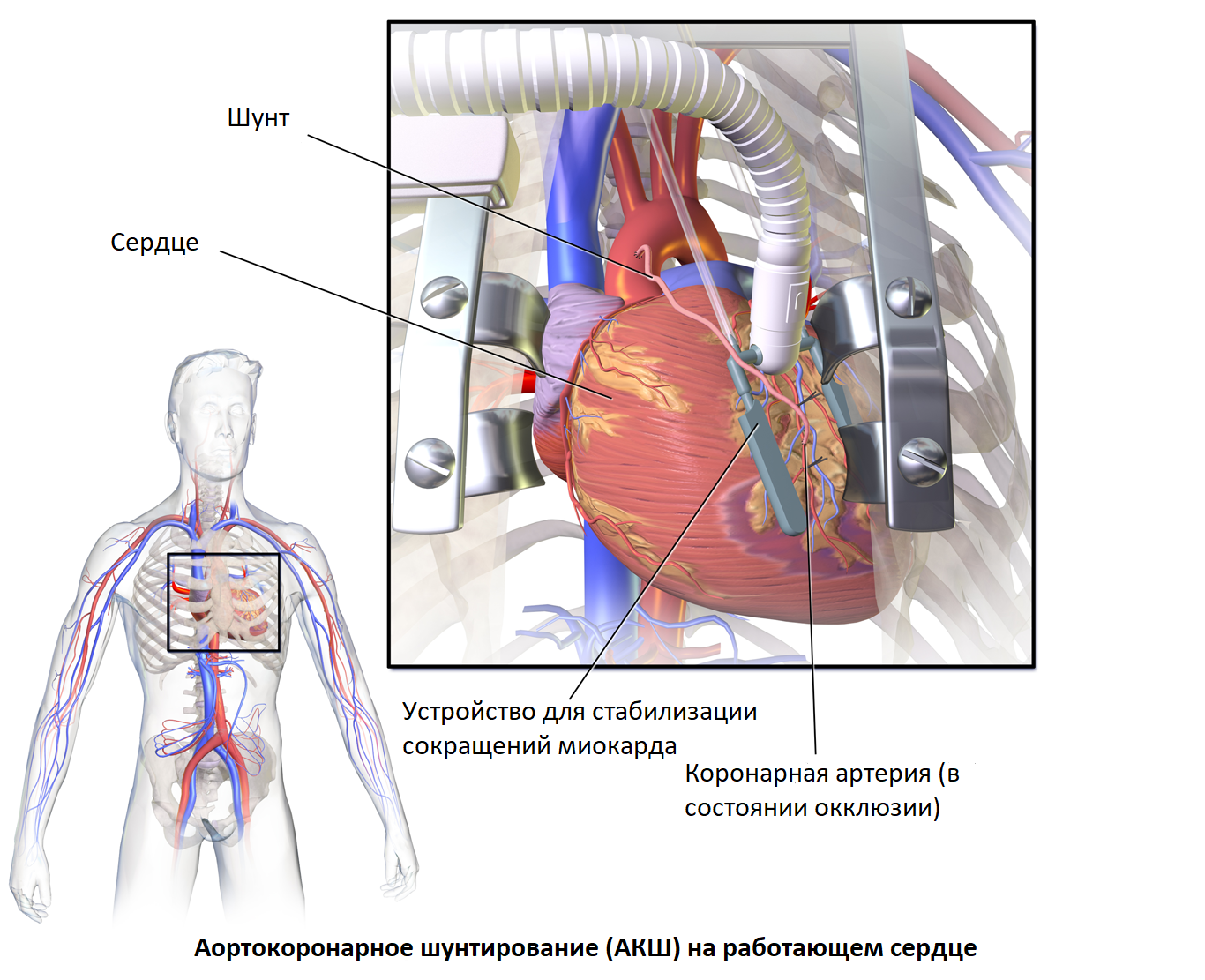
АКШ на работающем сердце

Аортокорона́рное шунти́рование без иску́сственного кровообраще́ния (англ. off-pump coronary artery bypass, OPCAB) или АКШ на рабо́тающем се́рдце (также АКШ на бьющемся сердце) — операция коронарного шунтирования, позволяющая восстановить кровоток в артериях сердца путём обхода места сужения коронарного сосуда с помощью шунтов, без применения аппарата искусственного кровообращения (АИК).

## История
Первая плановая операция АКШ была выполнена в США в Университете Дюка в 1962 году доктором Д.Сабистоном. Первую в мире операцию АКШ на работающем сердце выполнил в 1964 году в СССР В. И. Колесов. Была использована шовная техника, позволившая соединить на работающем сердце левую внутреннюю грудную артерию с левой коронарной артерией у 44-летнего пациента. В дальнейшем метод многократно модернизировался и совершенствовался. На данный момент возможно проводить АКШ без бокового пережатия аорты и наложения зажима на коронарную артерию, то есть операция проводится в максимально физиологичных условиях.

## Процедура
Обычно, во время выполнения стандартной АКШ, сердце пациента остановлено, а функции сердца и лёгких выполняет аппарат искусственного кровообращения, что крайне негативно влияет на кровь, иммунную систему и на организм в целом. Во время АКШ на работающем сердце аппарат ИК не используется, сердце и лёгкие пациента работают самостоятельно. Хирург использует специальное оборудование для стабилизации зоны операции в области коронарной артерии и для наиболее удобного расположения сердца в операционной ране. Остальная часть сердца продолжает сокращаться и прокачивать кровь по организму.

## Преимущества
Основное преимущество аортокоронарного шунтирование без искусственного кровообращения — отсутствие осложнений, связанных с применением аппарата искусственного кровообращения, таких как:
- эмболия сосудов головного мозга, почек
- отёк лёгких
- гипоксия жизненно важных органов
- гематологические осложнения (синдром системного воспалительного ответа (англ. systemic inflammatory response syndrome, SIRS), постперфузионного синдрома (англ. post-perfusion syndrome, PPS).

Аортокоронарное шунтирование без искусственного кровообращения не только снижает риск инсульта или когнитивных нарушений, но и позволяет раньше активизировать пациентов и снизить время пребывания пациентов в стационаре за счет отсутствия массивных гемотрансфузий, воспалительных/иммунных реакций.

## Аортокоронарное шунтирование без искусственного кровообращения
— технически сложная процедура, требующая длительного обучения, но, при достаточной тренированности и опытности кардиохирурга, качество анастомоза не уступает анастомозу выполненному традиционным методом.
Однако, даже отказавшись от ИК, риск эмболии головного мозга довольно высок из-за бокового пережатия аорты при наложении проксимального анастомоза. Атеросклеротическое поражение восходящей аорты — это основной фактор риска развития нарушений мозгового кровообращения и появлений неврологических симптомов. Повреждённые во время операции атеросклеротические бляшки вместе с током крови могут попасть в мелкие ветви сосудов и вызвать нарушения кровообращения.
Специальные системы наложения проксимального анастомоза позволяют отказаться от частичного пережатия аорты и снизить риск эмболии.
Максимально полное обследование состояния аорты на этапе подготовки к операции крайне важно. Обследование аорты должно включать не только визуальное и пальпаторное исследование, но и методы ультразвуковой диагностики. Такие исследования, как эпиаортальное ультразвуковое исследование (англ. epiaortic ultrasound, EU) и чреспищеводная эхокардиография (англ. transesophageal echocardiography, TEE или trans-oesophageal echocardiography, TOE) являются достоверными и информативными методами оценки состояния стенки аорты и позволяют выбрать для пациента оптимальный метод лечения.
В сочетании с эндоскопическим выделением сосуда, АКШ на бьющемся сердце показывает выдающиеся результаты по срокам реабилитации.
Многие противники[кто?] аортокоронарного шунтирования без искусственного кровообращения ссылаются на повреждающее действие гипоксии при наложении дистального анастомоза (то есть когда сосудистый протез пришивают к коронарной артерии), так как при этом пережимают коронарную артерию на все время наложения анастомоза. Эту проблему удалось решить благодаря использованию временного коронарного шунта. Временный коронарный шунт представляет собой гибкую трубку, которая вставляется внутрь коронарной артерии на время наложения анастомоза, сохраняя кровоток. Перед завершением анастомоза временный коронарный шунт удаляется из просвета коронарной артерии и хирург заканчивает анастомоз.

## Эффективность
На данный момент[неопределённость] дискуссии о целесообразности и безопасности метода не утихают. Однако многие исследования показывают эффективность метода, и, по крайней мере, не худшее качество анастомоза по сравнению с традиционной АКШ, в сочетании с минимальным влиянием на организм пациента.
Решение о методе операции принимается в каждом случае индивидуально, в зависимости от степени и размера поражения коронарных сосудов, а также сопутствующей патологии. Многие[кто?] исследования показали, что хирургия на работающем сердце предоставляет значимые преимущества для пациентов с высоким риском послеоперационных осложнений и смертности, таких как пациенты с диабетом, пациенты преклонного возраста, пациенты с недостаточностью левого желудочка, пациенты с почечной недостаточностью и пациентки женского пола.

## Материалы
- Cleveland JC Jr, Shroyer ALW, Chen AY, Peterson E, Grover FL. Off-pump coronary artery bypass grafting decreases risk-adjusted mortality and morbidity. Ann Thorac Surg. 2001;72:1282-1289.
- Puskas J, Cheng D, Knight J, et al. Off-pump versus conventional coronary artery bypass grafting: a meta-analysis and consensus statement from the 2004 ISMICS Consensus Conference. Innovations. 2005;1:3-27.
- Ferguson TB Jr, Hammill BG, Peterson ED, DeLong ER, Grover FL. A decade of change—risk profiles and outcomes for isolated coronary artery bypass grafting procedures, 1990—1999: a report from the STS National Database Committee and theDuke Clinical Research Institute. Ann Thorac Surg. 2002;73:480-490.
- Guerrieri Wolf L, Abu-Omar Y, Choudhary BP, Pigott D, Taggart DP. Gaseous and solid cerebral microembolization during proximal aortic anastomoses in off-pump coronary surgery: the effect of an aortic side-biting clamp and two clampless devices. J Thorac Cardiovasc Surg. 2007;133:485-493.
- Bucerius J, Gummert JF, Walther T, et al. On-pump versus off-pump coronary artery bypass grafting: impact on postoperative renal failure requiring renal replacement therapy. Ann Thorac Surg. 2004;77:1250-1256.
- Mack M, Brown P, Kugelmass A, et al. Outcomes differences in women undergoing off-pump and on-pump CABG surgery: a matched sample of 7,376 women from the HCA database. Paper presented at: American Heart Association Scientific Sessions; November 9-12, 2003; Orlando, FL.
- Rogers MAM, Blumberg N, Saint SK, et al. Allogeneic blood transfusions explain increased mortality in women after coronary artery bypass graft surgery. Am Heart J. 2006;152:1028-1034.
- Puskas JD, Edwards FH, Pappas PA, et al. Off-pump techniques benefit men and women and narrow the disparity in mortality after coronary bypass grafting. Ann Thorac Surg. 2007;84:1447-1456.